# Hormone de libération de l'hormone de croissance
L’hormone de libération de l'hormone de croissance (Growth Hormon Releasing Hormon, GHRH, ou Growth Hormon Releasing Factor, GHRF), ou somatolibérine, ou somatocrinine est sécrétée par l'hypothalamus et stimule la libération de la somatotropine (STH).
C'est un polypeptide de 44 acides aminés, isolé en 1983 (10 ans après la somatostatine), qui agit par l'intermédiaire de l'AMP cyclique et du calcium intracellulaire après fixation sur un récepteur membranaire spécifique.